# Pożar w rafinerii w Czechowicach-Dziedzicach

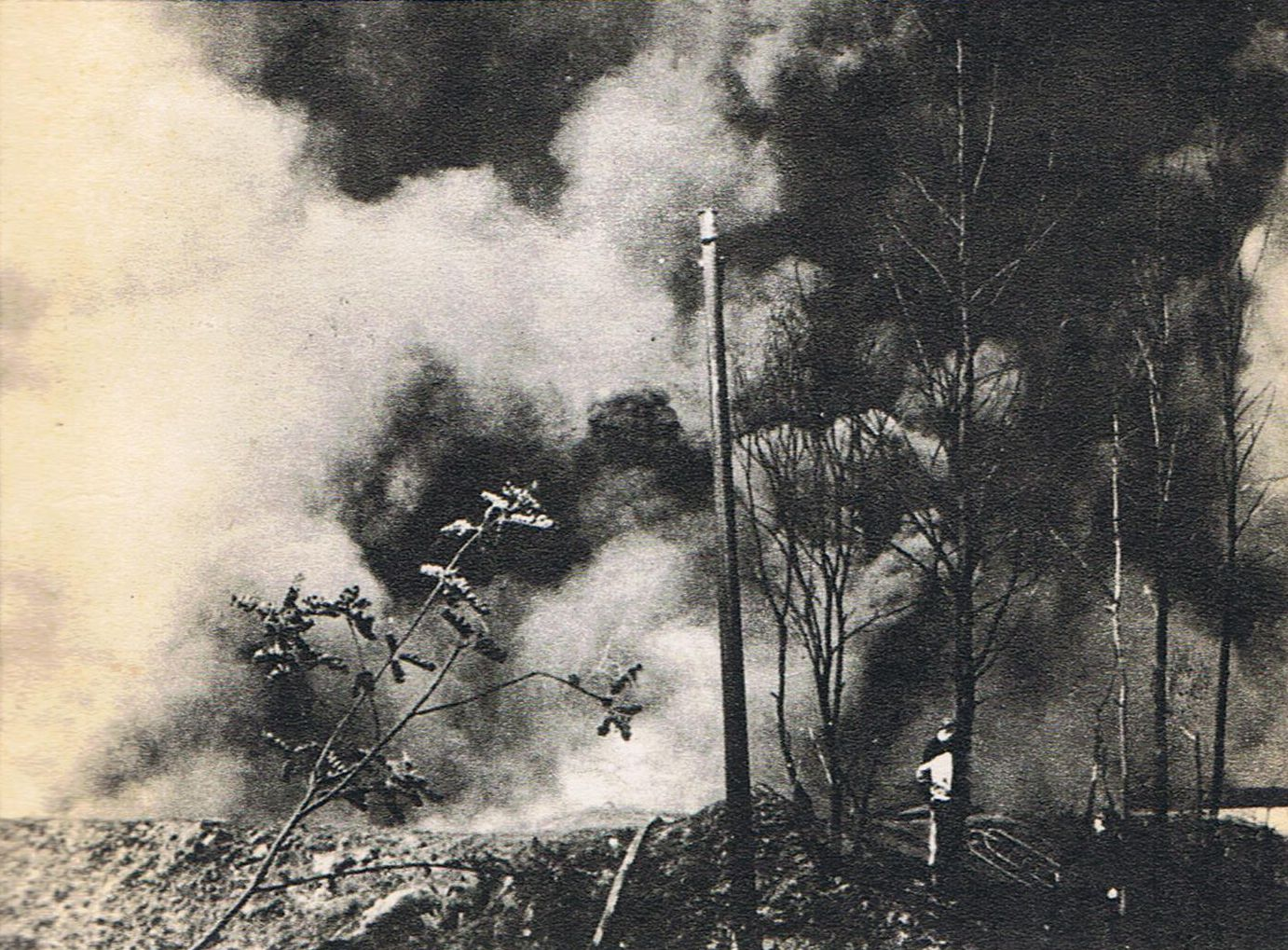
Pożar Rafinerii Czechowice-Dziedzice w czerwcu 1971

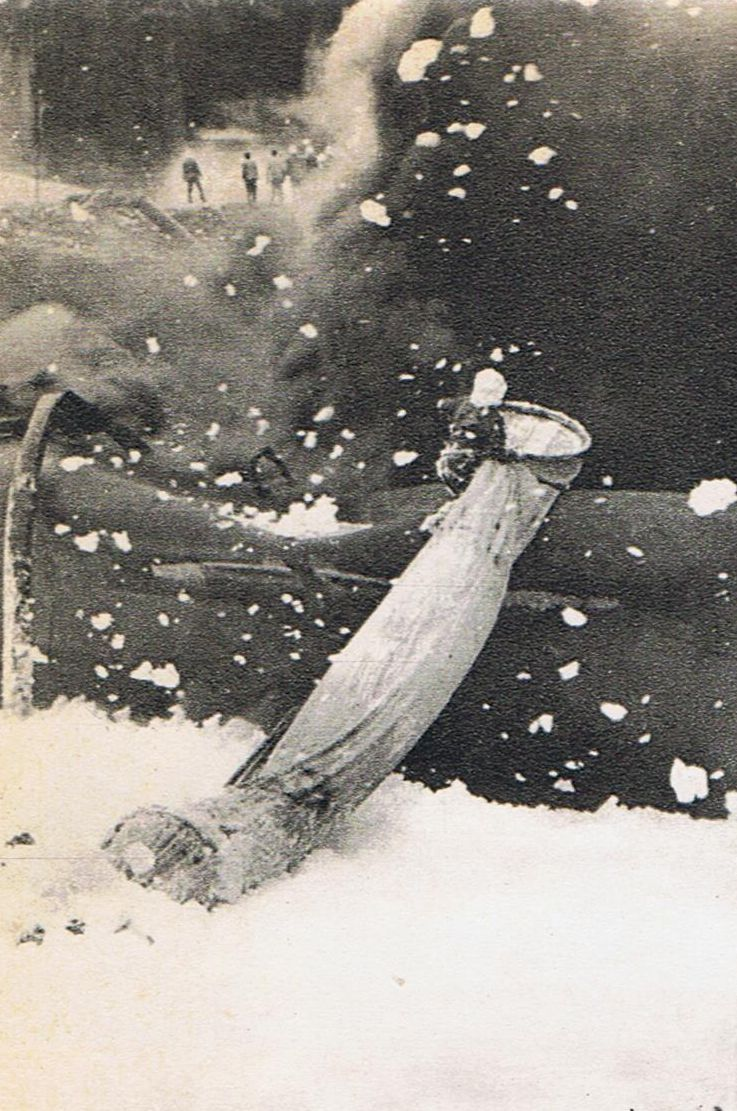
Pożar Rafinerii Czechowice-Dziedzice w czerwcu 1971

Pożar w rafinerii w Czechowicach-Dziedzicach – pożar rafinerii ropy naftowej w Czechowicach-Dziedzicach, który miał miejsce w czerwcu 1971 roku. Pożar ten był trzecim z kolei pożarem w rafinerii czechowickiej w 1971 roku. W styczniu zapaliła się wieża destylacyjna, na początku czerwca pożar objął kilkadziesiąt cystern pod nalewakiem. 

## Okoliczności pożaru
Wieczorem w sobotę 26 czerwca 1971 po godzinie 19:00 nad Czechowicami przeszła niewielka burza. Trzecie, ostatnie wyładowanie uderzyło w kominek oddechowy zbiornika ropy naftowej nr 251 o pojemności 12 500 m³ ropy, znajdującego się w okolicy ul. Bolesława Prusa. Około godziny 19:50 doszło do zapalenia się ropy, zapadnięcia się dachu i rozerwania płaszcza na wysokości ok. 1,5 m od góry. W ciągu kilku minut pożar objął dach, powierzchnię zbiornika oraz ropę rozlaną na tzw. „tacy”. W rejonie zbiornika 251 znajdowały się zbiorniki 252, 253 i 254. W najbliższym sąsiedztwie zbiorników zlokalizowane były:
- W odległości ok. 40 m bateria 27 zbiorników ABT (aceton, benzen, toluen) o łącznej pojemności 8500 m³
- W odległości ok. 70 m grupa 9 zbiorników oddziału furfurolu i filtrolu o łącznej pojemności 9500 m³, przeznaczonych do magazynowania olejów parafinowych oraz olejów rafinowanych
- W odległości ok. 25 m pompownia do przetłaczania ropy
- W odległości ok. 110 m grupa 5 zbiorników magazynowych etyliny o łącznej pojemności ok. 5000 m³
- Pomiędzy zbiornikami z ropą a zbiornikami z etyliną znajdował się spustowy front kolejowy (kolektor)
- W odległości ok. 50 m przebiegała ul. Bolesława Prusa, przy której znajdowały się budynki mieszkalne i gospodarcze o luźnej zabudowie

Wymiary każdego ze zbiorników to: średnica – 33 m, wysokość na osi zbiornika – 18,3 m. W płonącym zbiorniku 251 znajdowało się 8850 ton ropy. W chwili rozpoczęcia pożaru na kolektorze odbioru ropy stało 30 cystern. Ropa z nich była pompowana do zbiornika 254. Zostały one odłączone i odciągnięte przez lokomotywę w bezpieczne miejsce.
 Instalacje gaśnicze zbiorników były niesprawne, więc straż była zdana tylko na sprzęt przywieziony na wozach. Po około 15 minutach od rozpoczęcia pożaru na miejsce przybyły 3 sekcje ZSP z Bielska-Białej, OSP z terenu Czechowic-Dziedzic oraz ówczesnych powiatów bielskiego, oświęcimskiego, cieszyńskiego. Wezwano także straże dysponujące ciężkim sprzętem do podawania piany gaśniczej. Z jednostki wojskowej 3131 z Bielska-Białej przyjechało 160 żołnierzy. Do pożaru przybyły drużyny pożarnicze zakładowych oddziałów samoobrony przemysłu chemicznego zgrupowane na bielskich Błoniach na XIV Eliminacjach Zakładowych Oddziałów Samoobrony Ministerstwa Przemysłu Chemicznego.

## Eksplozja
W niedzielę, 27 czerwca ok. godziny 1:00 w nocy w akcji było 18 sekcji zawodowych i 24 sekcje OSP. Był zaplanowany generalny atak na źródło ognia. Sądzono, że po wejściu do działań jednostek z ciężkim sprzętem po kilku godzinach pożar zostanie ugaszony. W czasie gaszenia do zbiornika 251 dostało się kilkadziesiąt tysięcy litrów wody, które były podgrzewane przez palącą się na tacy ropę. Ok. godz. 1:20 woda ta osiągnęła temperaturę wrzenia i zaczęła przedzierać się ku górze zbiornika. Podnosząc lżejszą ropę naftową spowodowała jej wyrzut na odległość – w niektórych miejscach – nawet ponad 200 m. Część ropy wylała się do tacy zbiornika powodując jej przepełnienie i wylanie płonącej piany poza obwałowanie. Popłynęła ona torami w kierunku elektrociepłowni, na drogi wewnątrzzakładowe i do tacy zbiornika 254. Piana na drogach mająca kilka metrów wysokości zakrywała ludzi, wozy, sprzęt gaśniczy niszcząc wszystko na swojej drodze. Kilka chwil później nastąpiła druga eksplozja, zbiornika 254. Podczas obu erupcji zginęły prawie natychmiast 33 osoby (13 strażaków ZSP, 7 żołnierzy, 7 członków OSP, jeden pracownik rafinerii i 5 strażaków z ZOSP i ZOS). Temperatura była tak wysoka, że poparzeniom ulegali ludzie stojący nawet w sporej odległości od zbiorników. W wyniku odniesionych ran i oparzeń zmarło jeszcze w ciągu kolejnych 2 miesięcy 4 ratowników. Razem liczba ofiar nocnego wybuchu zbiorników to 37 osób.  

## Dogaszanie pożaru
Straty w sprzęcie, instalacjach rafineryjnych i infrastrukturze były ogromne. Zagrożone były zbiorniki oddziału ABT, palił się kolektor, pompownia, część oddziałów furfurolu, filtrolu, ABT, magazyn techniczny i zajezdnia lokomotyw. Spłonęły 22 samochody pożarnicze (w tym 5 Tatr i jeden Magirus SD-30 z autodrabiną z ZSP Bielska-Białej), 4 działka, 2 agregaty pianowe, 15 motopomp, 2 działka wodno-pianowe, węże tłoczne (ok. 20 000 m.b.), lokomotywa spalinowa, przyczepa samochodowa, ok. 1,5 km torów kolejowych i drobny sprzęt. Po godzinie 14:00 w niedzielę eksplodował zbiornik 252 (z powodu wysokiej temperatury powyżej 1000 °C), stwarzając realne niebezpieczeństwo dla zbiorników z etyliną. Zapaliła się ropa wewnątrz zbiornika, jak również ta, która wyciekła z niego na tacę. Po godzinie ogień przygasł i można było wznowić przerwaną akcję gaśniczą. W tym czasie zbiorniki 251 i 254 były już całkowicie zdeformowane i osiadły na wysokości 4–5 m. Jednak ok. godziny 23:00 nastąpiło pęknięcie płaszcza zbiornika 252. 
Przez niedzielę, poniedziałek i wtorek pracowały w rafinerii dwa zespoły specjalistów: pierwszy miał za zadanie zaplanować wysadzenie za pomocą materiałów wybuchowych dwóch pozostałych po wyrzucie zbiorników, a następnie całkowite wypalenie się ropy naftowej, a drugi miał przygotować akcję gaśniczą. Wybrano drugą opcję. W nocy z poniedziałku na wtorek usunięto zwłoki poległych. 29 czerwca, we wtorek, o godzinie 15:10 przystąpiono do generalnego natarcia. Wcześniej zebrano jednak odpowiednie środki:
- 85 samochodów pożarniczych
- 11 samochodów pożarniczych GBA-3200/32 z Czechosłowacji
- 7 samochodów proszkowych GPr-3000 z działkami
- 5 agregatów na pianę lekką
- 8 działek wodno-pianowych
- 16 motopomp
- 10 000 metrów węży
- ściągnięte z NRD 200 ton substancji pianotwórczej

Brało w nim udział 47 sekcji z ciężkim sprzętem gaśniczym – w tym 6 sekcji z Czechosłowacji i 27 sekcji ze sprzętem krajowym. Odwód taktyczny stanowiły 24 jednostki OSP oraz 5 sekcji z ciężkim sprzętem gaśniczym z Czechosłowacji. Ok. godziny 17:00 pożar został zlikwidowany. Jednak jeszcze 30 czerwca o 19:30 stwierdzono w zbiorniku 251 żarzenie się związków piroforycznych, co doprowadziło 1 lipca o godzinie 0:10 do gwałtownego zapalenia się ropy. O godz. 3:15 pożar został ugaszony. Ocalał zbiornik nr 253 z 7000 ton odgazowanej ropy. Zbiorniki tliły się do 2 lipca. 

## Koniec akcji ratunkowej i przyczyny pożaru
Ogółem w akcji brało udział 2610 strażaków z 371 sekcji, w tym 58 strażaków z 13 sekcji z Czechosłowacji, użyto 313 samochodów gaśniczych, 49 samochodów ciężarowych, 34 samochody ciężkie wodno-pianowe, 6 samochodów proszkowych, 2 autodrabiny, 15 agregatów pianotwórczych, 11 działek pianowych, 197 pomp pożarniczych, 81 000 m.b. węży. Do gaszenia pożaru zużyto od 26 czerwca do 1 lipca około 227 ton chemicznych środków gaśniczych.
Ze stolicy przyjechały najwyższe władze z Edwardem Gierkiem i gen. Jaruzelskim na czele. Odprawom załóg, które miały prowadzić „główne natarcie” przewodniczył późniejszy pierwszy sekretarz KC PZPR Stanisław Kania. Podkreślał on niezwykły spokój przygotowujących się do akcji strażaków.  
Pożar miał wiele przyczyn, z których najważniejsze to:
- niesprawna instalacja chłodząca zbiorniki,
- niedrożna instalacja pianowa,
- brak odpowiedniego sprzętu technicznego i środków gaśniczych (piana tzw. ciężka),
- zbyt ciasno rozmieszczone zbiorniki i ich przestarzała konstrukcja (brak tzw. pływających dachów),
- nieodpowiednia instalacja odgromowa,
- nieodpowiednie drogi pożarowe (wylane asfaltem pod wpływem żaru zapalały się).

Odbudowa rafinerii trwała 4 miesiące i zaowocowała nowoczesną instalacją odgromową, gaśniczą oraz „pływającymi dachami”, które uniemożliwiają zgromadzeniu się par węglowodorów nad powierzchnią ropy. Na miejscu katastrofy stanął dystrybutor paliw. Zbiorniki magazynowe natomiast przeniesiono poza obręb rafinerii i ścisłych zabudowań miejskich, niedaleko granicy z Bestwiną, nad rzekę Białą.

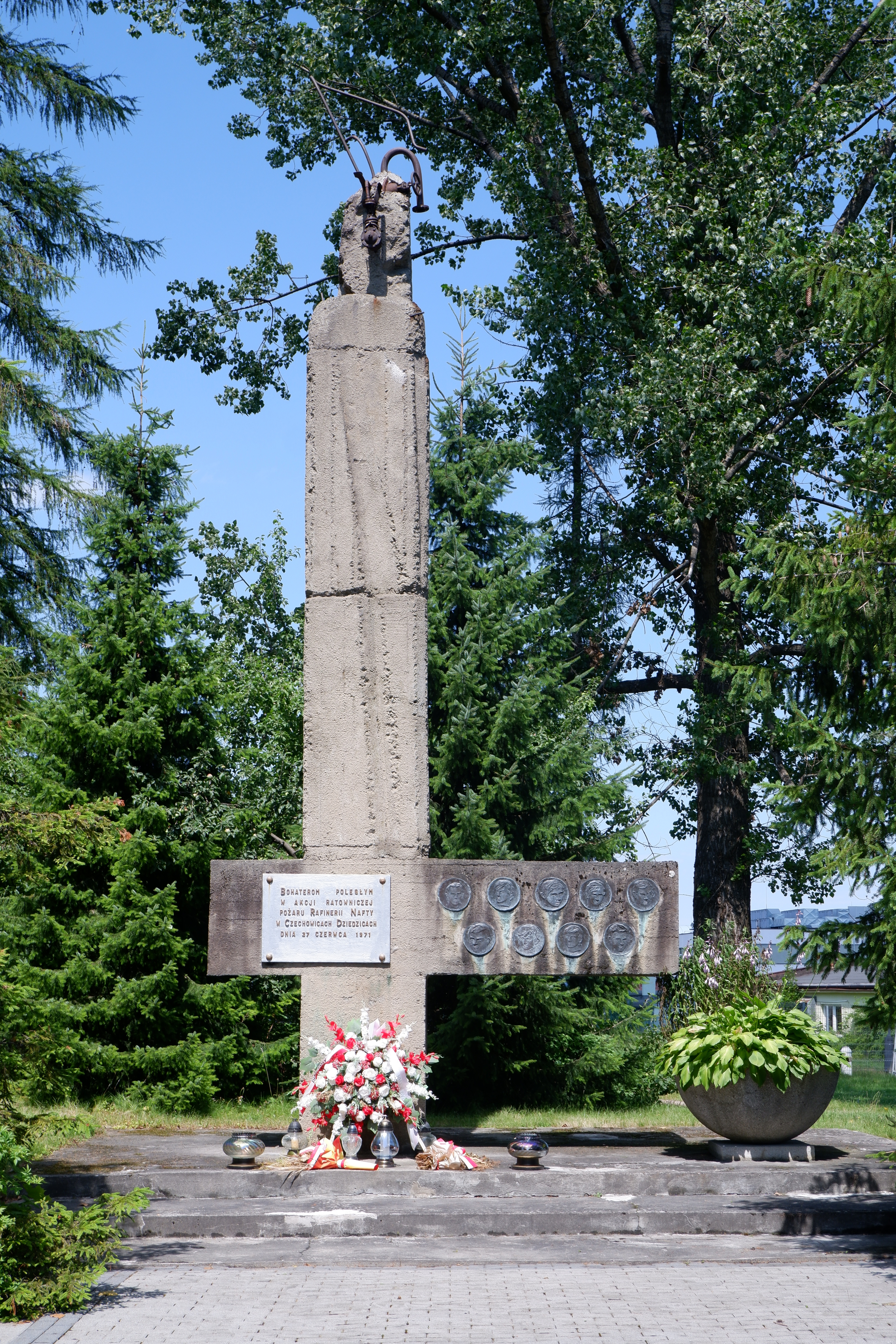
Pomnik żołnierzy poległych przy gaszeniu pożaru w Bielsku-Białej

Ulicami Czechowic-Dziedzic przeszedł kondukt pogrzebowy, na lawetach przewieziono trumny ze szczątkami ofiar wybuchu. Ku ich pamięci na skwerze ustawiono pomnik z listą ofiar. Jeden z pomników znajduje się na terenie kampusu akademickiego Uniwersytetu Bielsko-Bialskiego przy ul. Willowej.

## Ofiary katastrofy

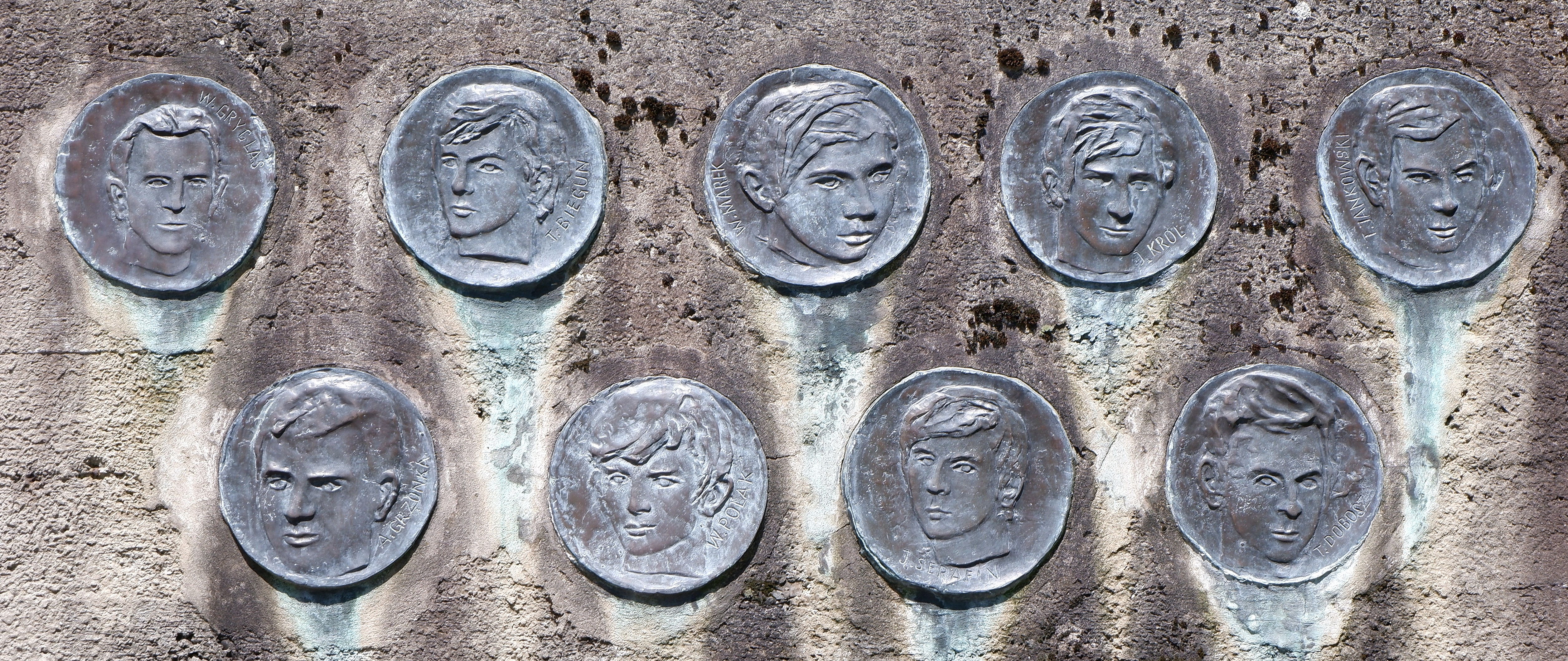
Medaliony autorstwa Ignacego Bieńka na pomniku w Bielsku-Białej z wizerunkami Władysława Gryglasa, Tadeusza Bieguna, Wiesława Marka, Jana Króla, Tadeusza Jankowskiego, Adama Grzonki, Władysława Polaka, Jana Serafina i Tadeusza Dobosza

1. Tadeusz Biegun
2. Paweł Bigos
3. Stanisław Błaszczyszyn
4. Wilhelm Budniok
5. Edward Bułka
6. Jan Czypczar
7. Paweł Dahl
8. Tadeusz Dobosz
9. Halina Dzida
10. Franciszek Foltyn
11. Joachim Gajdzik
12. Wiesław Glistak
13. Władysław Gryglas
14. Adam Grzonka
15. Mieczysław Jakubiec
16. Franciszek Janik
17. Stanisław Janik
18. Władysław Jonkisz
19. Tadeusz Jankowski
20. Rudolf Kaganiec
21. Roman Kozik
22. Jan Król
23. Stanisław Krysta
24. Michał Kućka
25. Wiesław Marek
26. Leopold Mrajca
27. Władysław Niemczyk
28. Ludwik Puchałka
29. Władysław Polak
30. Franciszek Puskarczyk
31. Danuta Rudzińska
32. Leopold Rajca
33. Jan Serafin
34. Marian Stachura
35. Bernard Szweda
36. Józef Ślosarczyk
37. Józef Torzecki
38. Janina Wójtowicz